# Wave-Gotik-Treffen
Wave-Gotik-Treffen är en musikfestival som går av stapeln i Leipzig, Tyskland varje år. 
Musiken som spelas är synth, goth, pagan, metal med mera. Ålder på besökarna är mellan små barn och gamla pensionärer och kommer från hela världen. Festivalen startade 1992.

## Galleri

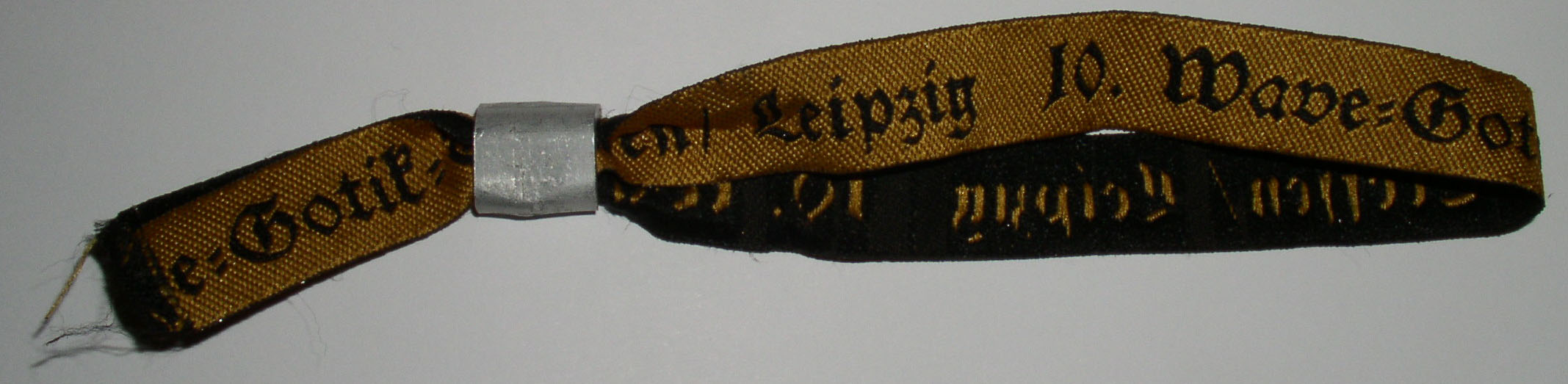
Biljettarmband.
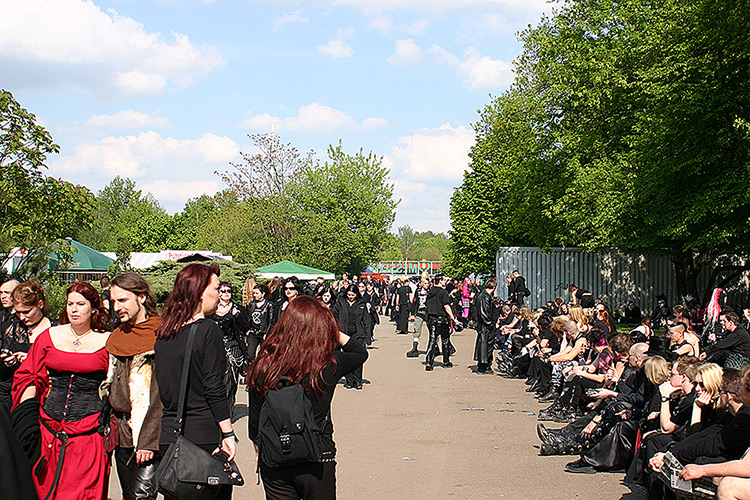
Festplatsen.
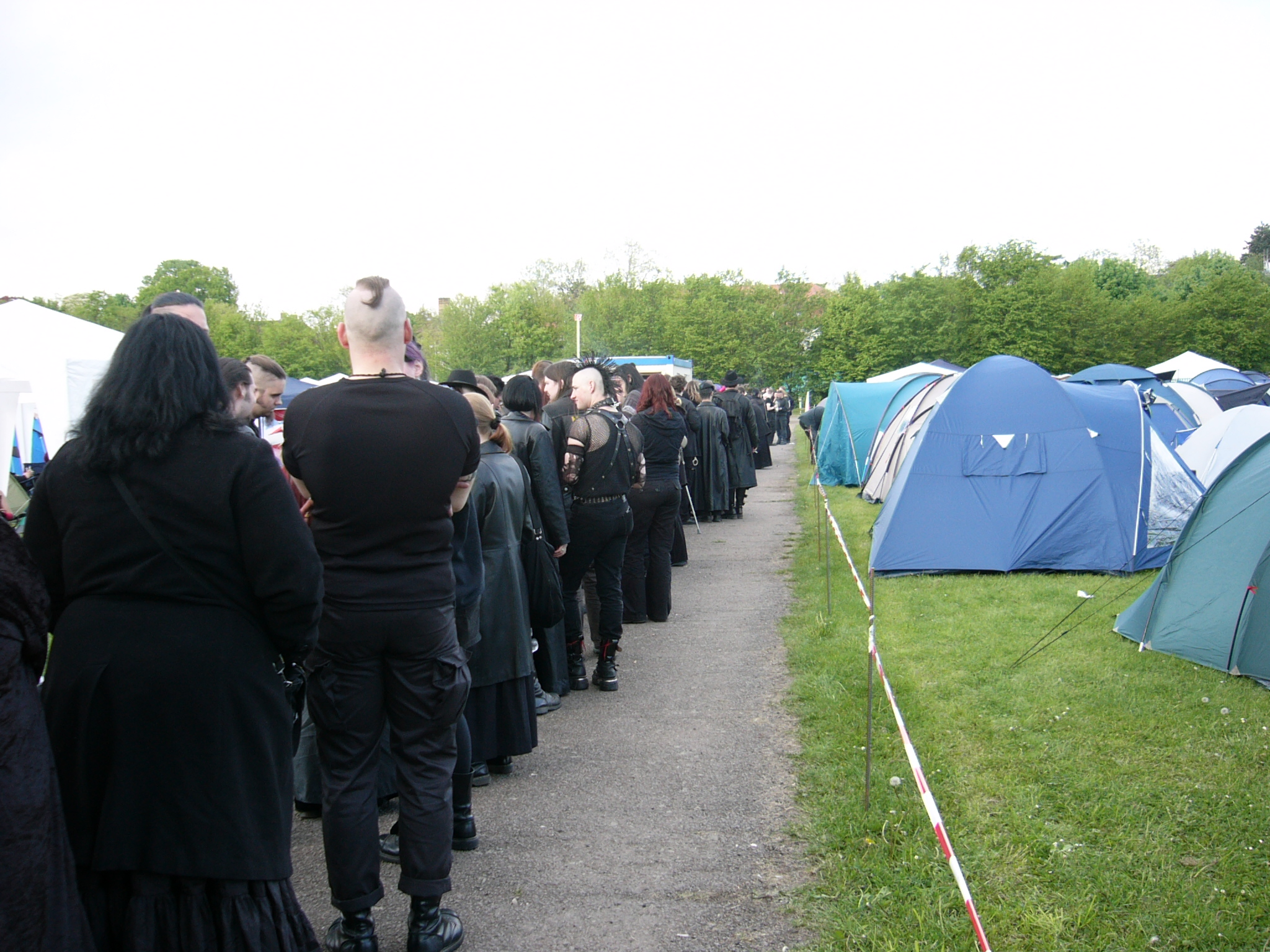
Festplatsen.
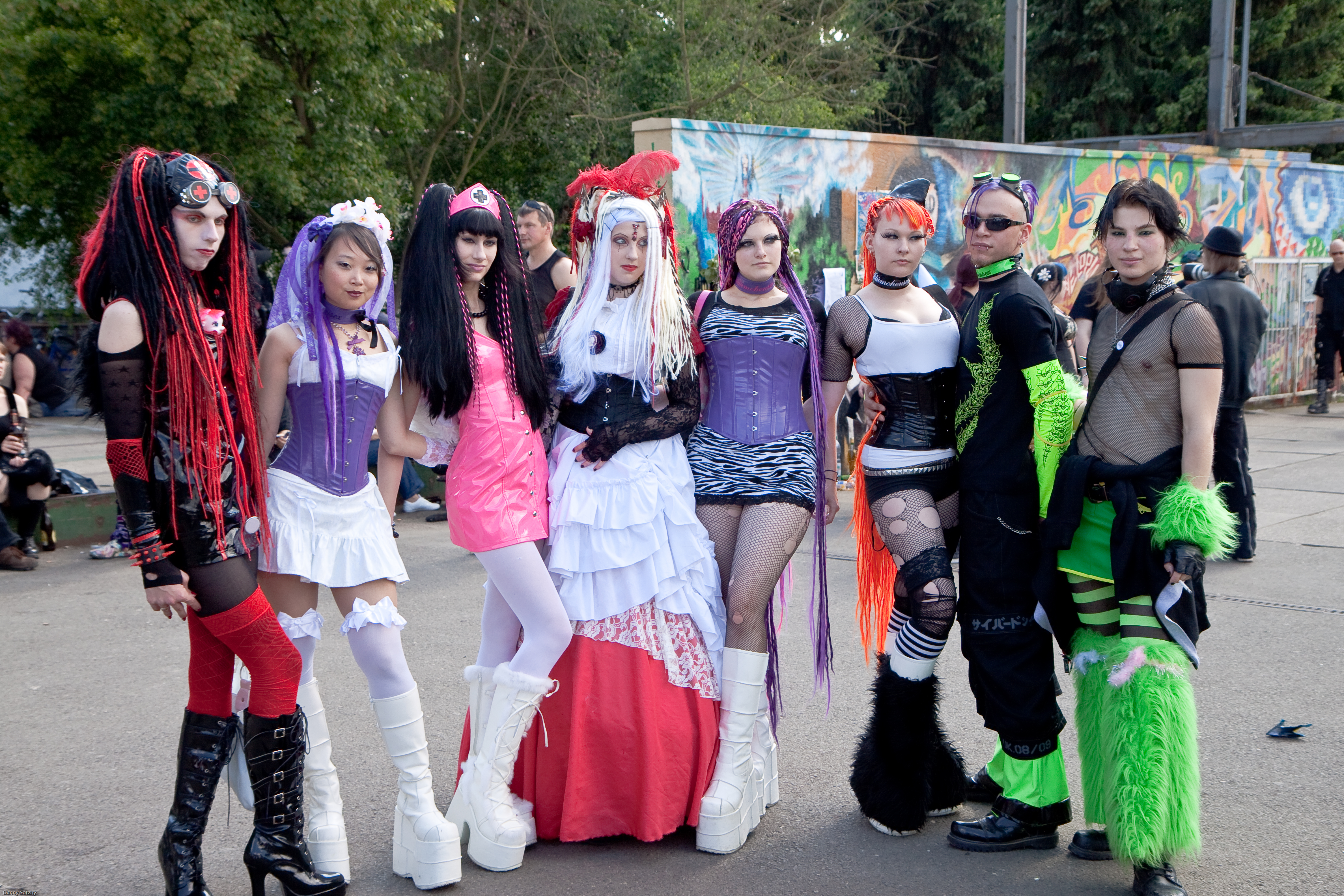
Cybergotare.
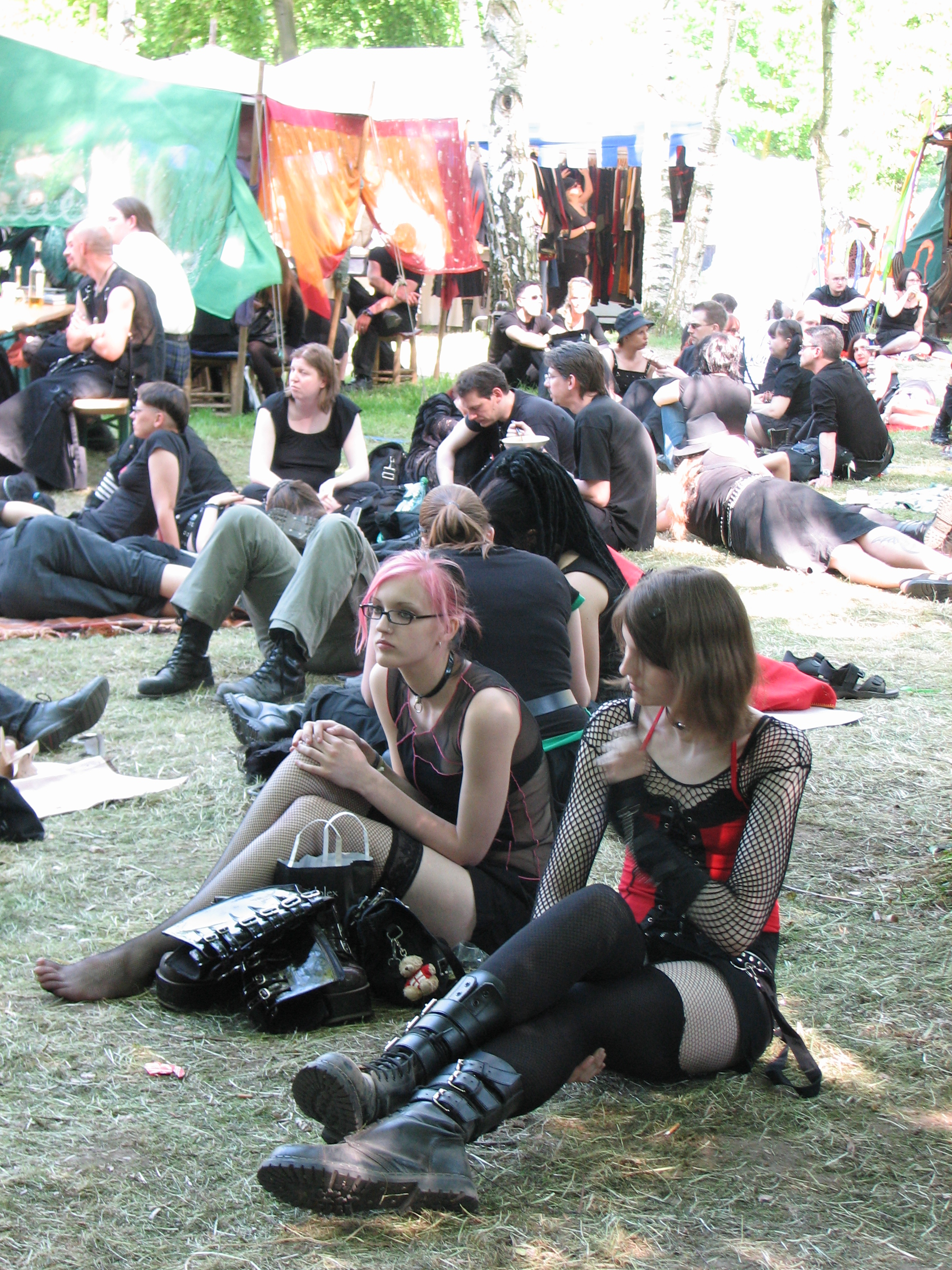
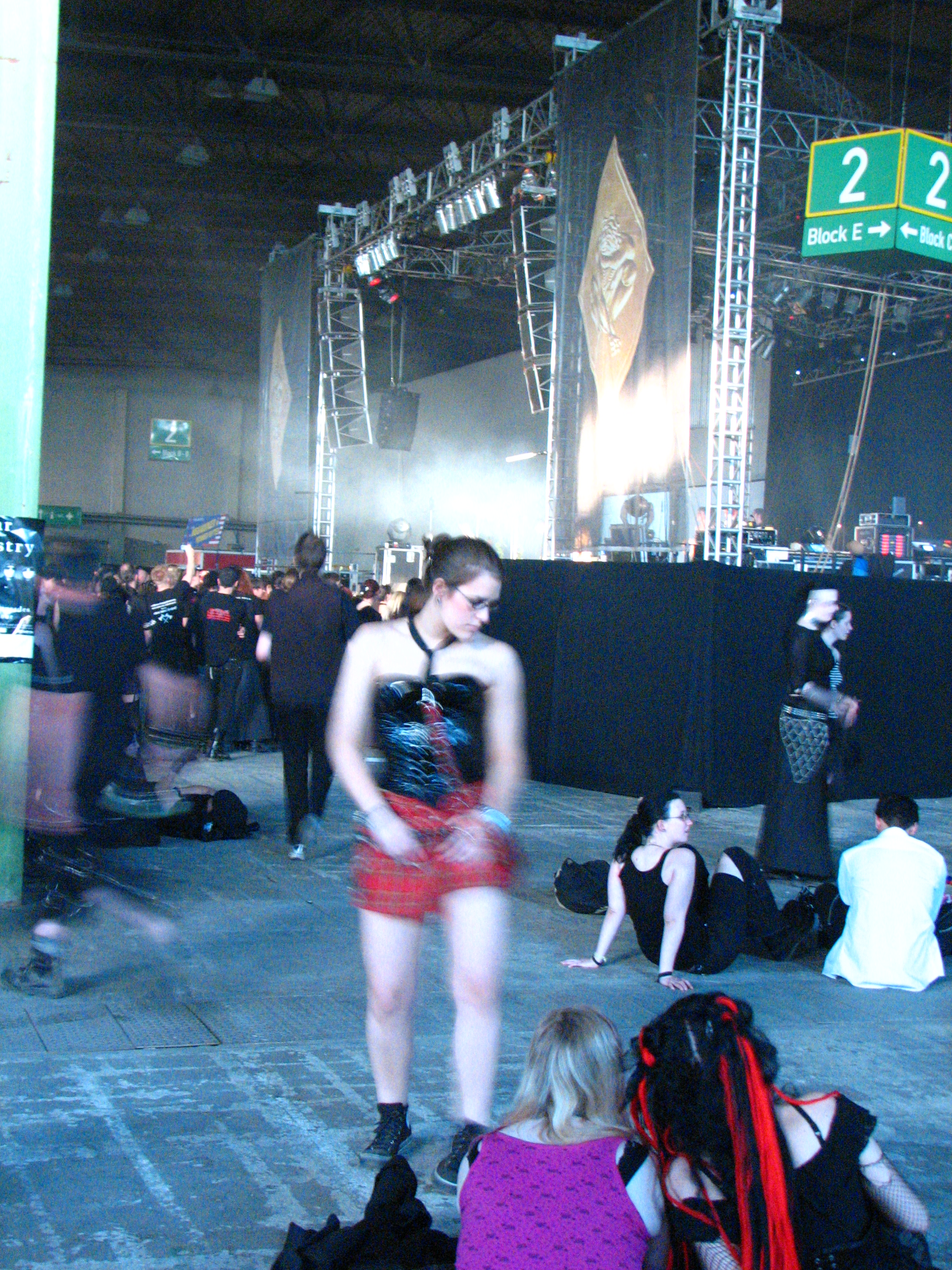
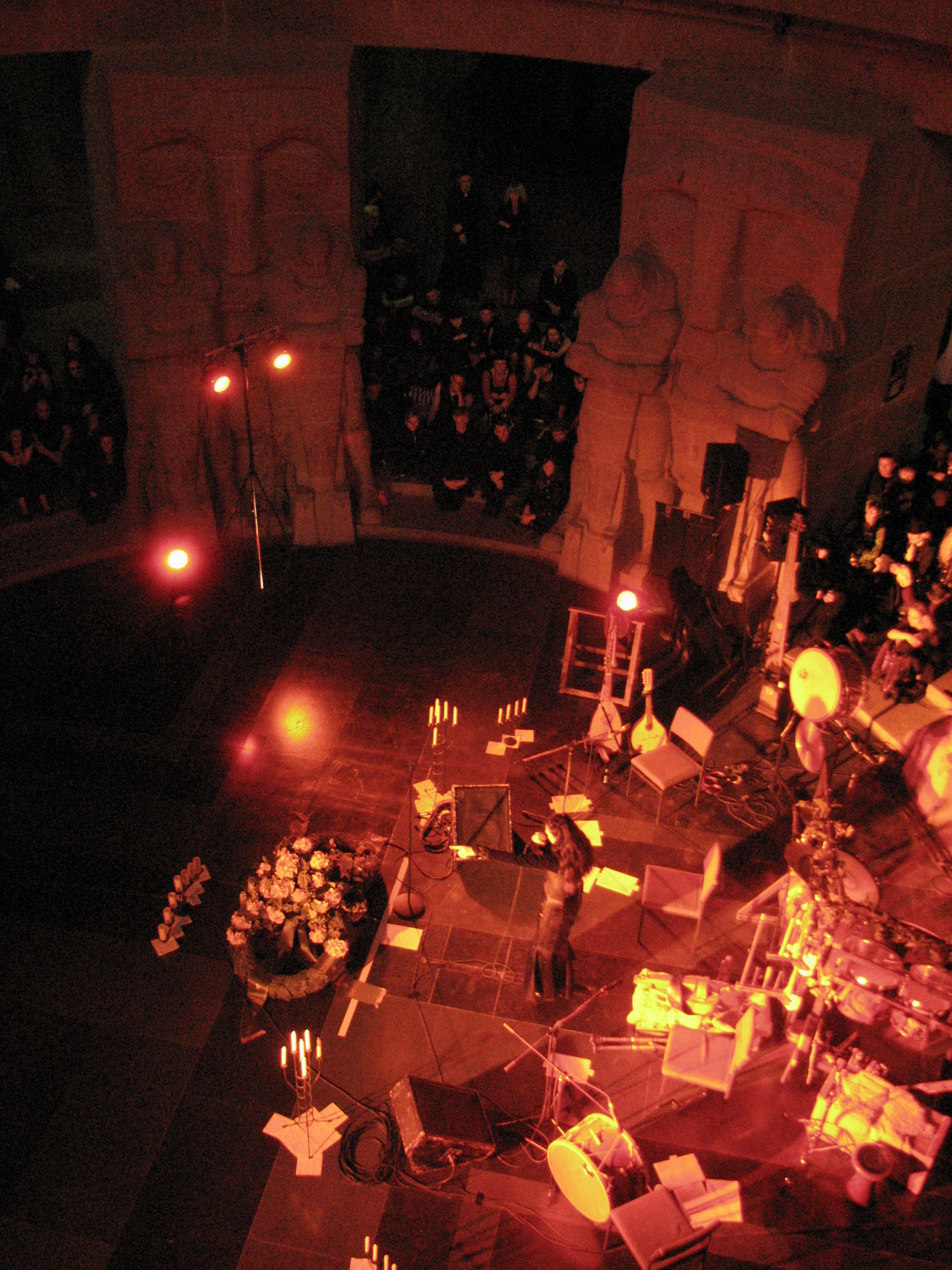